# Ebrechtella xinjie
Ebrechtella xinjie är en spindelart som först beskrevs av Song, Zhu och Wu 1997.  Ebrechtella xinjie ingår i släktet Ebrechtella och familjen krabbspindlar. Inga underarter finns listade i Catalogue of Life.